# Ладожский 16-й пехотный полк
16-й пехотный Ладожский полк — пехотная воинская часть Русской императорской армии.
- Старшинство — 29 июня 1708 г.
- Полковой праздник — 29 июня.

## Места дислокации
1771 — Ревель. Полк входил в состав Эстляндской дивизии.
1820 — Судогда Владимирской губернии. Командирован на время в Варнавский уезд. Второй батальон на поселении в Новгородской губернии.
1870 — 1-й и 3-й батальоны — Ленчица; 2-й батальон — Лодзь, стрелковая рота — Озорков.
1897—1914 — Репнинский штаб при посаде Замбров.

## Формирование и кампании полка
Полк сформирован 29 июня 1708 года из гренадерских рот, отделённых от пехотных полков: Ренцеля, Лефорта, Ростовского, Вятского, Белозерского, Копорского, Тобольского и Киевского, в составе двух батальонов, под названием гренадерского Юрия Буша полка.
После своего сформирования полк был назначен в состав армии фельдмаршала Шереметева и принял участие в Северной войне. В 1710 году полк совершил поход в Курляндию и находился при осаде и взятии Риги.
Во время Прутского похода полк участвовал в отражении нападения турок 9 и 10 июля 1711 года.
В 1713 году полк прибыл в Финляндию и в составе корпуса адмирала графа Апраксина участвовал 27 июля 1714 года в знаменитом Гангутском сражении. В 1715 году полку было присвоено название «гренадерского Вейде полка». Последующие годы Северной войны полк состоял в отряде генерал-фельдмаршала князя Голицына и участвовал в окончательном покорении Финляндии.
В 1725 году полк назван гренадерским Алларта и в том же году при упразднении гренадерских полков приведён в состав одной гренадерской и семи фузилерных рот и назван пехотным Алларта полком. 16 февраля 1727 года полк назван 1-м Новгородским и занял «непременные квартиры» в Новгороде. 13 ноября 1727 года полку было присвоено наименование Ладожского пехотного. 28 октября 1731 года гренадерская рота была упразднена, и полк приведён в состав восьми фузилерных рот.
Во время Крымских походов 1737—1738 гг. Ладожский полк находился в армии генерал-фельдмаршала Миниха и участвовал в штурме Очакова. 17 августа 1739 года полк принимал участие в сражении при Ставучанах и находился при овладении Хотином.
13 мая 1741 года из состоявших в ротах гренадер сформирована гренадерская рота. При начале военных действий против шведов Ладожский полк вступил в Финляндию и находился при капитуляции шведской армии 26 августа 1743 г. у Гельсингфорса.
27 января 1747 г. полк был приведён в трёхбатальонный состав с двумя гренадерскими ротами. 30 марта 1756 г. 3-я гренадерская рота, сформированная в 1753 г., была выделена на сформирование 2-го гренадерского полка.

Рисунки из «ВЭС»

В 1757 году Ладожский полк выступил в поход против Пруссии и в течение Семилетней войны участвовал в сражениях при Гросс-Егерсдорфе и Цорндорфе. В царствование императора Петра III полк назывался с 25 апреля по 5 июня 1762 года пехотным генерал-фельдмаршала графа фон-Миниха полком. 14 января 1763 г. полк был сведён в два батальона пятиротного состава с двумя гренадерскими ротами и артиллерийской командой.
В 1779 году Ладожский полк был командирован за Кубань и, приняв участие в походах против горцев, находился 22 июня 1791 г. при штурме Анапы. При вступлении на престол императора Павла I полк был наименован 29 ноября 1796 г. Ладожским мушкетёрским полком, в следующем году полк вернулся с Кавказа в Россию и назывался именами шефов: мушкетёрским генерал-майоров Катенина (с 31 октября 1798 г.) и Сукина 2-го (с 2 апреля 1800 г.). 31 марта 1801 г. император Александр I возвратил полку название Ладожского мушкетёрского и привёл его 30 апреля 1802 г. в состав трёх батальонов.
В 1807 году полк был двинут в Валахию на театр Турецкой войны и участвовал 29 августа 1809 г. в бою с турками при урочище Фрасине, близ крепости Журжи. В 1810 г. Ладожский полк действовал совместно с сербами в делах у Прагово и участвовал в штурмах Дуду, Бана, Асика и Варварина. 22 февраля 1811 г. полк был назван Ладожским пехотным.
В Отечественную войну 1812 года Ладожский полк был назначен в состав 2-й Западной армии и, находясь в 26-й пехотной дивизии Раевского, совершил отступление от Волковыска к Смоленску, доблестно участвуя 11 июля в бою при Салтановке. В сражении при Смоленске 4 августа полк, занимая предместье, отбил несколько атак французов. Запасной батальон Ладожского полка поступил в состав гарнизона города Бобруйска.
26 августа под Бородином Ладожский полк прикрывал батарею Раевского и геройски отбил атаку Морана и Бруссье. После взятия батареи бригадой Бонами полк участвовал в знаменитой атаке Ермолова.
Во вторую половину кампании Ладожский полк находился в боях при Жерновой и Красном.
В кампании 1813 года полк состоял в числе войск, блокировавших Модлин, затем участвовал в битве под Лейпцигом, а с 12 декабря 1813 г. по 18 мая 1814 г. принимал участие в блокаде Гамбурга. В 1815 г. полк совершил вторичный поход во Францию.
Во время войны с Турцией в 1828—1829 гг., 1-й и 2-й батальоны полка участвовали в сражении при Кулевчи, совершили затем поход через Балканы и находились при занятии Адрианополя. Доблестное участие полка в этой войне было отмечено пожалованием ему 6 апреля 1830 г. знаков на головные уборы с надписью «За отличие».
При усмирении польского мятежа в 1831 г. полк участвовал в сражении на Понарских высотах и при штурме Варшавы и за доблестное участие в нём был награждён 6 декабря 1831 г. серебряным трубами с надписью «За Варшаву 25 и 26 августа 1831 г.».
28 января 1833 года после присоединения 24-го егерского полка полк был назван Ладожским егерским и приведён в состав четырёх действующих и двух резервных батальонов.
В кампании 1849 г. полк участвовал в сражении с венграми при Дебрецене.
10 марта 1854 г. при полку были сформированы 7-й и 8-й запасные батальоны. Во время Крымской войны Ладожский полк состоял с 5 августа 1854 г. по 27 августа 1855 г. в числе войск, составлявших гарнизон Севастополя, и за геройскую его оборону 1, 2 и 3-й батальоны полка получили 30 августа 1856 г. Георгиевские знамёна с надписью: «За Севастополь в 1854 и 1855 гг.».
17 апреля 1856 г., по упразднении егерских полков, полк был наименован Ладожским пехотным. В этом же году 5, 6, 7 и 8-й батальоны были упразднены, 4-й батальон причислен к резервным войскам и полк приведён 23 августа 1856 г. в состав трёх батальонов с тремя стрелковыми ротами.
В 1863 г. Ладожский полк, занимая Влоцлавский уезд, принял деятельное участие в усмирении польского мятежа и находился во многих делах и стычках с повстанцами.
6 апреля 1863 г. из 4-го резервного батальона и бессрочно-отпускных был сформирован двухбатальонный Ладожский резервный пехотный полк, названный 13 августа 1863 г. Островским пехотным полком. 25 марта 1864 г. к наименованию Ладожского полка был присоединён № 16-й.
7 апреля 1879 г. из трёх стрелковых рот и вновь образованной 16-й роты сформирован 4-й батальон.
В декабре 1905 г. полк принял участие в подавлении Декабрьского восстания в Москве.
29 июня 1908 г., в день 200-летнего юбилея, полку пожаловано новое Георгиевское знамя с дополнительной надписью «1708—1908».
Полковой праздник — 29 июня.
Полк - активный участник Первой мировой войны, и, в частности, Журавненской операции 1915 г.

## Знаки отличия полка
- Георгиевское знамя с надписью «За Севастополь в 1854 и 1855 гг.» и «1708—1903», с Александровской юбилейной лентой
- Знаки на головные уборы с надписью «За отличие»
- Серебряные трубы с надписью «За Варшаву 25 и 26 августа 1831 г.».

## Знаки различия

### Офицеры
| Описание     | Знаки различия по состоянию 1864—1874 гг. | Знаки различия по состоянию 1864—1874 гг. | Знаки различия по состоянию 1864—1874 гг. | Знаки различия по состоянию 1864—1874 гг. | Знаки различия по состоянию 1864—1874 гг. | Знаки различия по состоянию 1864—1874 гг. | Знаки различия по состоянию 1864—1874 гг. | Знаки различия по состоянию 1864—1874 гг. |
| ------------ | ----------------------------------------- | ----------------------------------------- | ----------------------------------------- | ----------------------------------------- | ----------------------------------------- | ----------------------------------------- | ----------------------------------------- | ----------------------------------------- |
| эполеты      |                                           |                                           |                                           |                                           |                                           |                                           |                                           |                                           |
| погоны       |                                           |                                           |                                           |                                           |                                           |                                           |                                           |                                           |
|              | Знаки различия по состоянию 1874—1904 гг. |                                           |                                           |                                           |                                           |                                           |                                           |                                           |
| эполеты      |                                           |                                           |                                           |                                           |                                           |                                           |                                           |                                           |
| погоны       |                                           |                                           |                                           |                                           |                                           |                                           |                                           |                                           |
|              | Знаки различия по состоянию 1904—1909 гг. |                                           |                                           |                                           |                                           |                                           |                                           |                                           |
| эполеты      |                                           |                                           | yпразднён в 1884 г.                       |                                           |                                           |                                           |                                           |                                           |
| погоны       |                                           |                                           |                                           |                                           |                                           |                                           |                                           |                                           |
| Классный чин | Полковник                                 | Подполковник                              | Майор                                     | Капитан                                   | Штабс-капитан                             | Поручик                                   | Подпоручик                                | Прапорщик                                 |
| Группа       | штаб-офицеры                              | штаб-офицеры                              | штаб-офицеры                              | обер-офицеры                              | обер-офицеры                              | обер-офицеры                              | обер-офицеры                              | обер-офицеры                              |

### Унтер-офицеры и рядовые
| Описание        | Знаки различия по состоянию на 1864—1874 гг. | Знаки различия по состоянию на 1864—1874 гг. | Знаки различия по состоянию на 1864—1874 гг. | Знаки различия по состоянию на 1864—1874 гг. | Знаки различия по состоянию на 1864—1874 гг. | Знаки различия по состоянию на 1864—1874 гг. | Знаки различия по состоянию на 1864—1874 гг. |
| --------------- | -------------------------------------------- | -------------------------------------------- | -------------------------------------------- | -------------------------------------------- | -------------------------------------------- | -------------------------------------------- | -------------------------------------------- |
| погоны          |                                              |                                              |                                              |                                              |                                              |                                              |                                              |
|                 | Знаки различия по состоянию на 1874—1904 гг. |                                              |                                              |                                              |                                              |                                              |                                              |
| погоны          |                                              |                                              |                                              |                                              |                                              |                                              |                                              |
| Описание        | Знаки различия по состоянию на 1904—1909 гг. | Знаки различия по состоянию на 1904—1909 гг. | Знаки различия по состоянию на 1904—1909 гг. | Знаки различия по состоянию на 1904—1909 гг. | Знаки различия по состоянию на 1904—1909 гг. | Знаки различия по состоянию на 1904—1909 гг. | Знаки различия по состоянию на 1904—1909 гг. |
| погоны          |                                              | 1907—1909 гг.                                |                                              |                                              |                                              |                                              |                                              |
| Воинское звание | Зауряд-прапорщик                             | Подпрапорщик                                 | Фельдфебель                                  | старший унтер-офицер                         | младший унтер-офицер                         | Ефрейтор                                     | Рядовой                                      |
| Группа          | Унтер-офицеры                                | Унтер-офицеры                                | Унтер-офицеры                                | Унтер-офицеры                                | Унтер-офицеры                                | Рядовые                                      | Рядовые                                      |

### Другие знаки различия

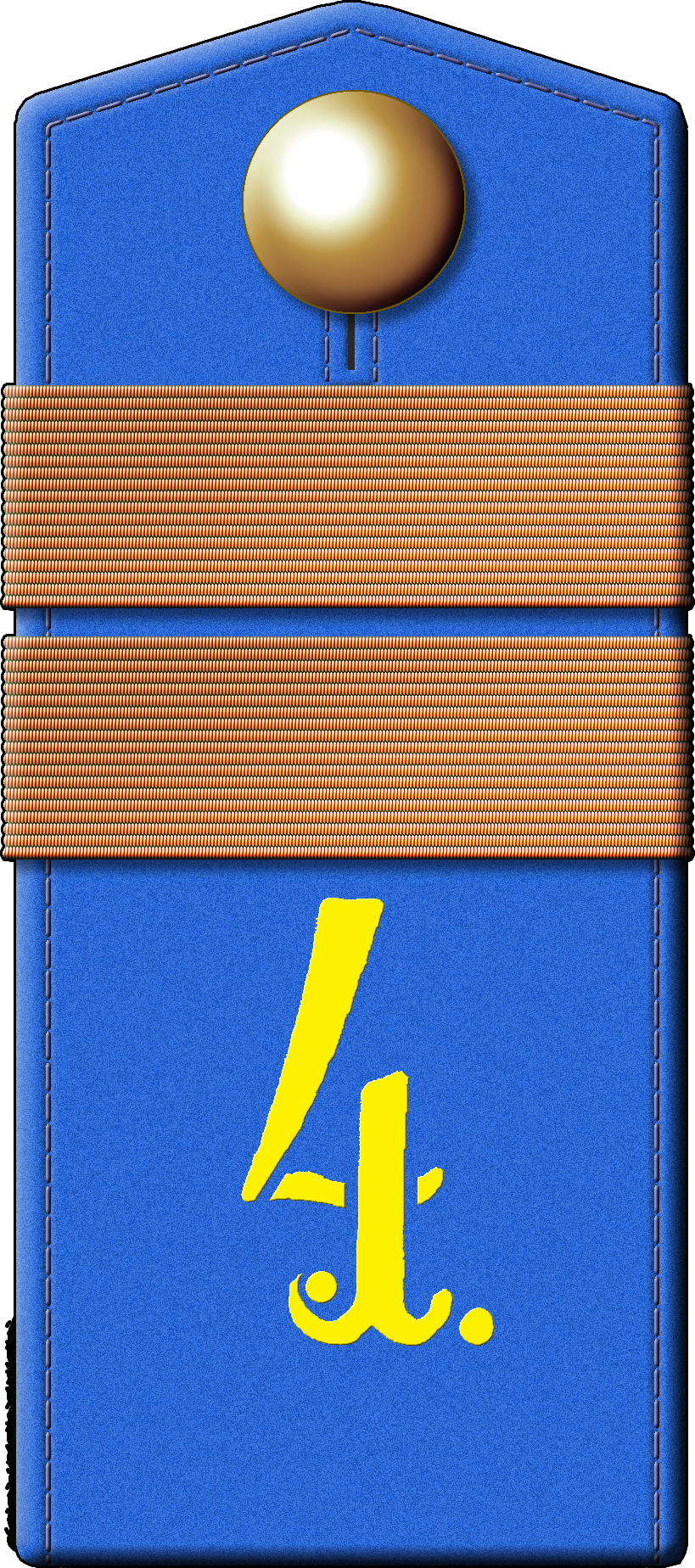
Погон воинского звания (1900—1904 гг.) «Оружейный мастер 1-го разряда»
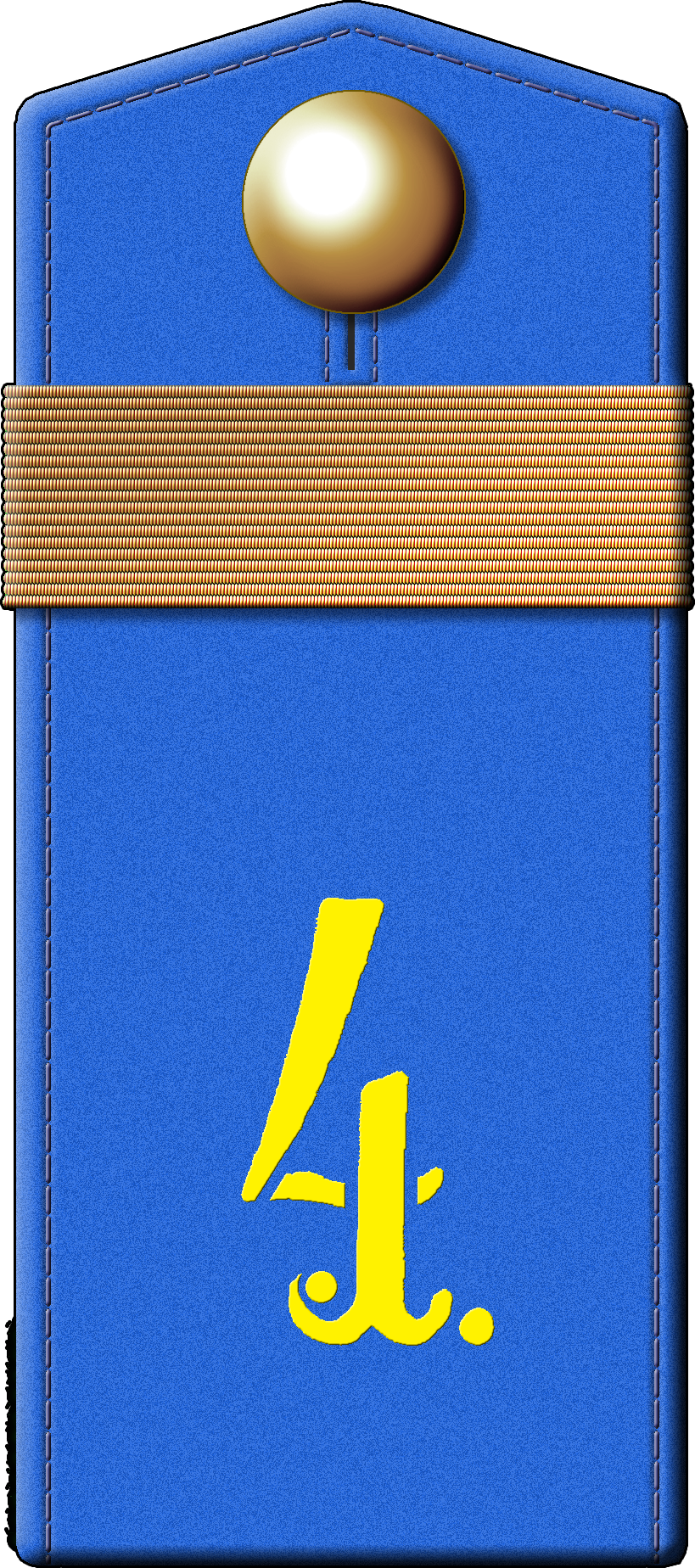
Погон воинского звания (1900—1904 гг.) «Оружейный мастер 2-го разряда»

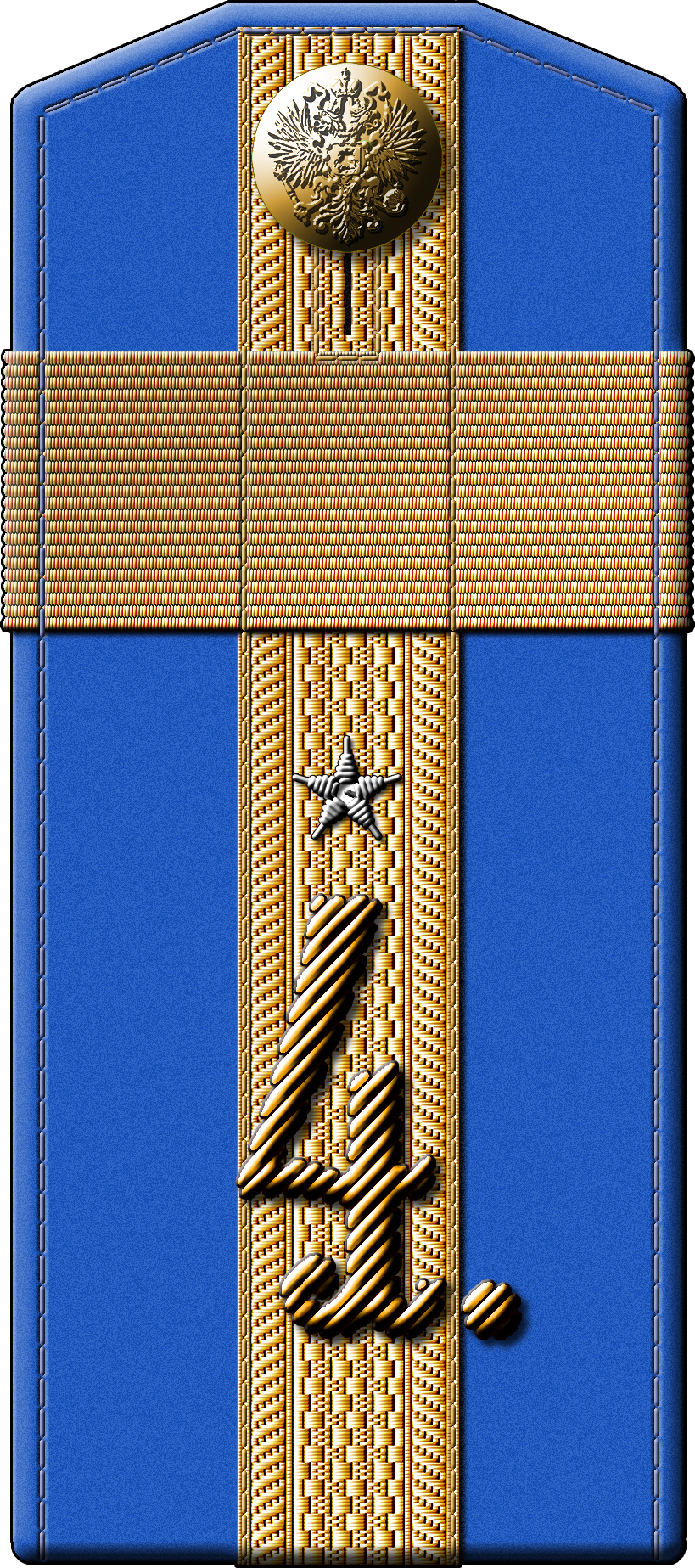
Погон воинского звания (1904—1909 гг.) «Зауряд-прапорщик, в должности фельдфебеля»
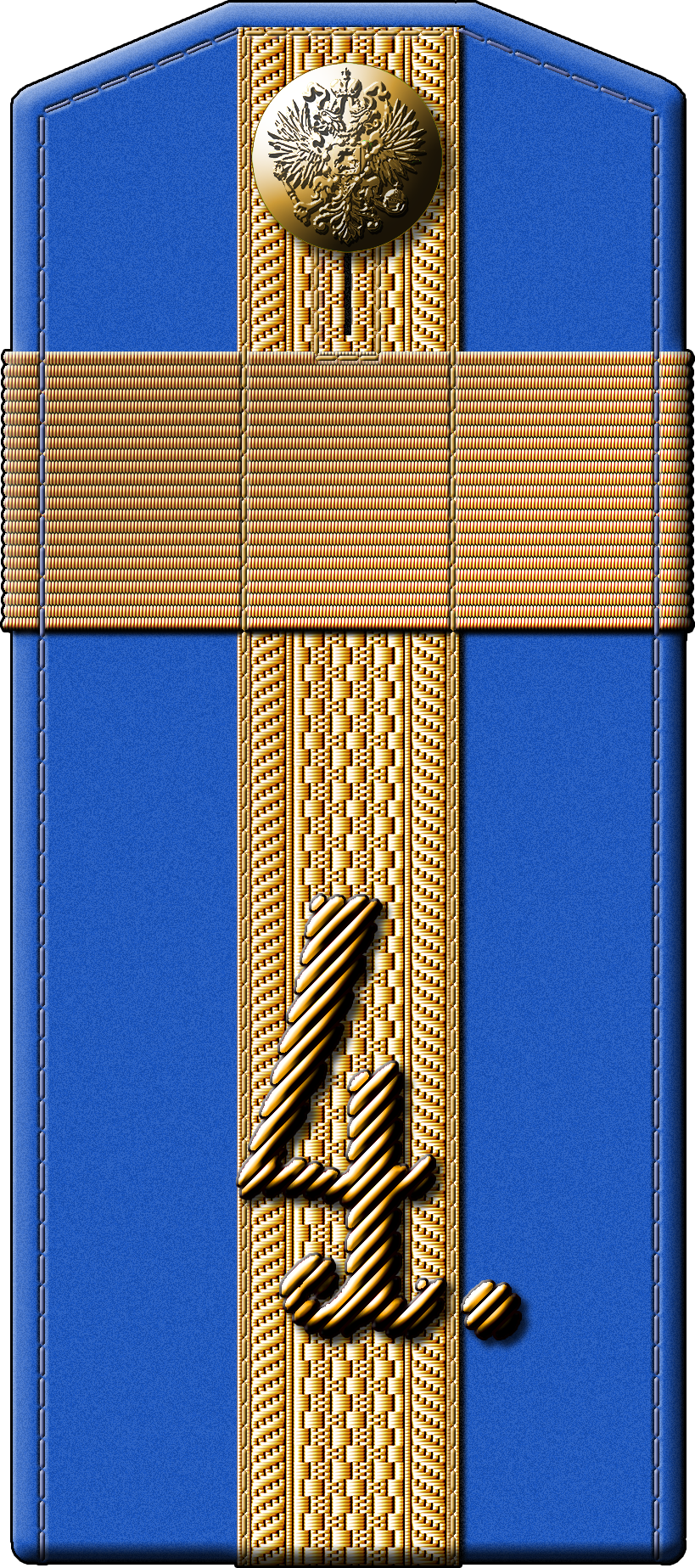
Погон воинского звания (1907—1911 гг.) «Подпрапорщик в должности фельдфебеля»
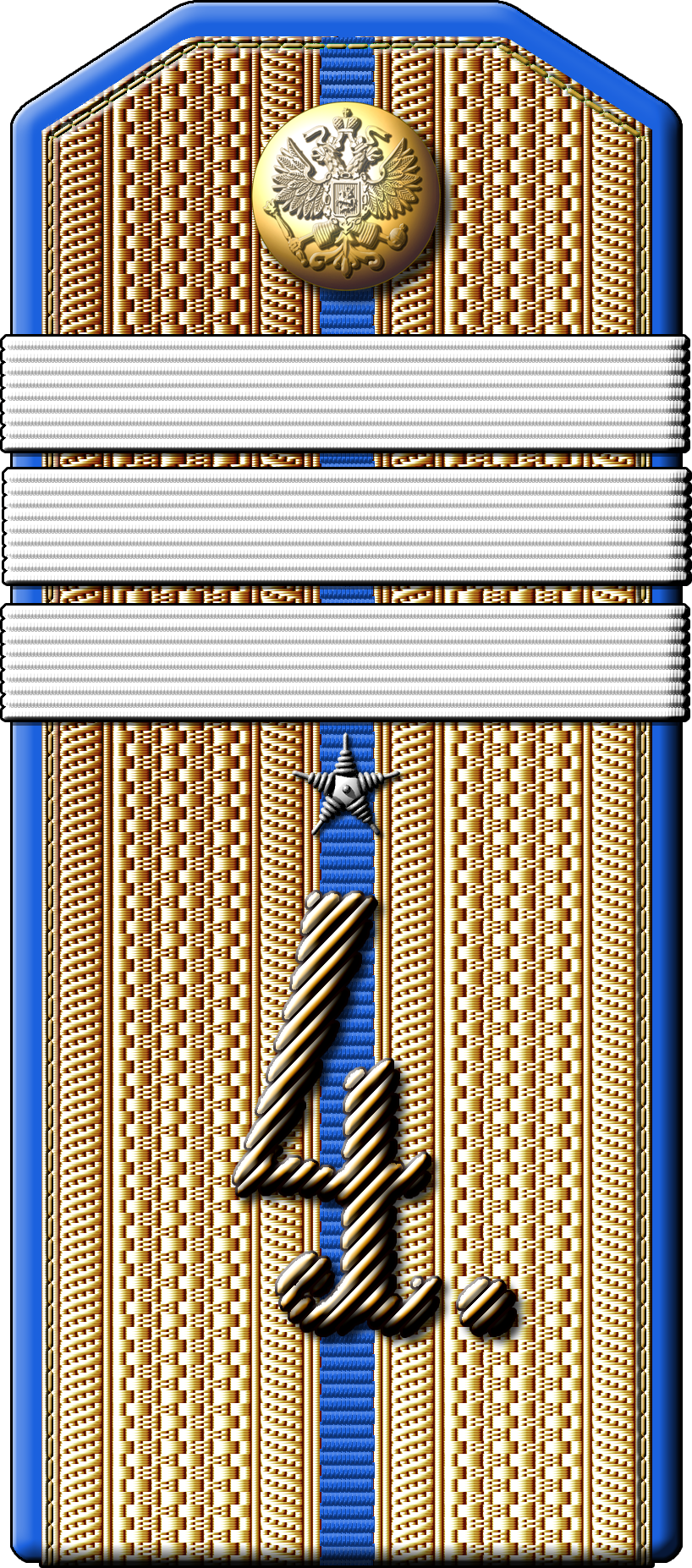
Погон воинского звания (1904—1909 гг.) Зауряд-прапорщик (произведенный из старших унтер-офицеров)
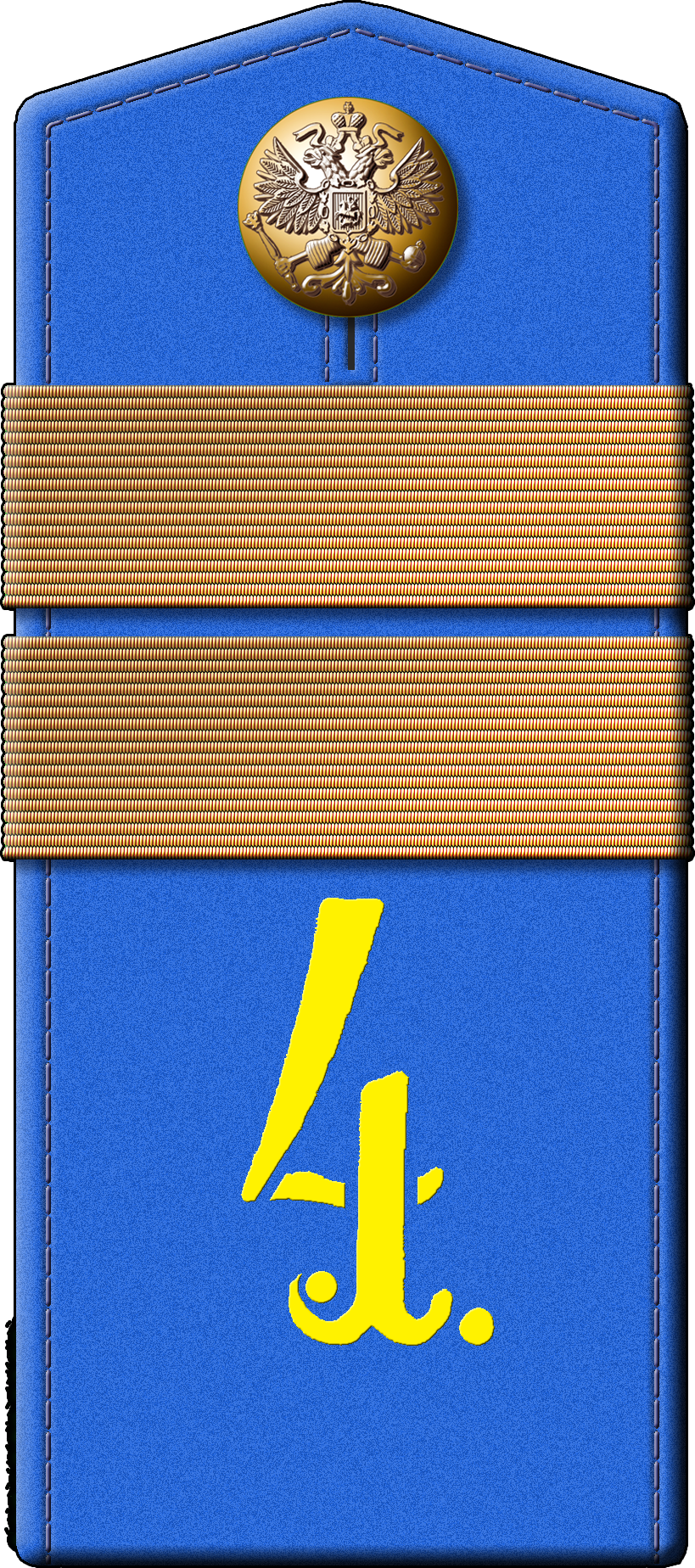
Погон воинского звания (1904—1909 гг.) «Оружейный мастер 1-го разряда»
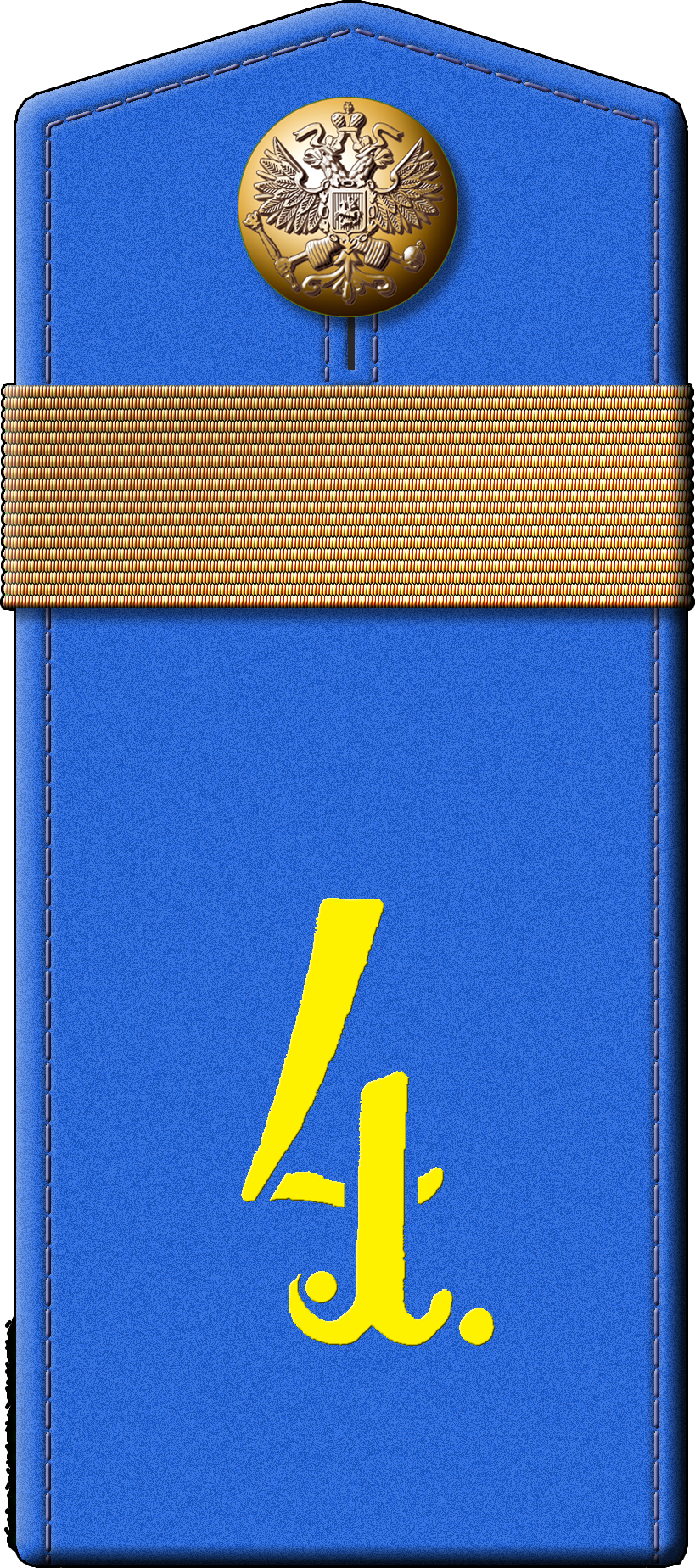
Погон воинского звания (1904—1909 гг.) «Оружейный мастер 2-го разряда»
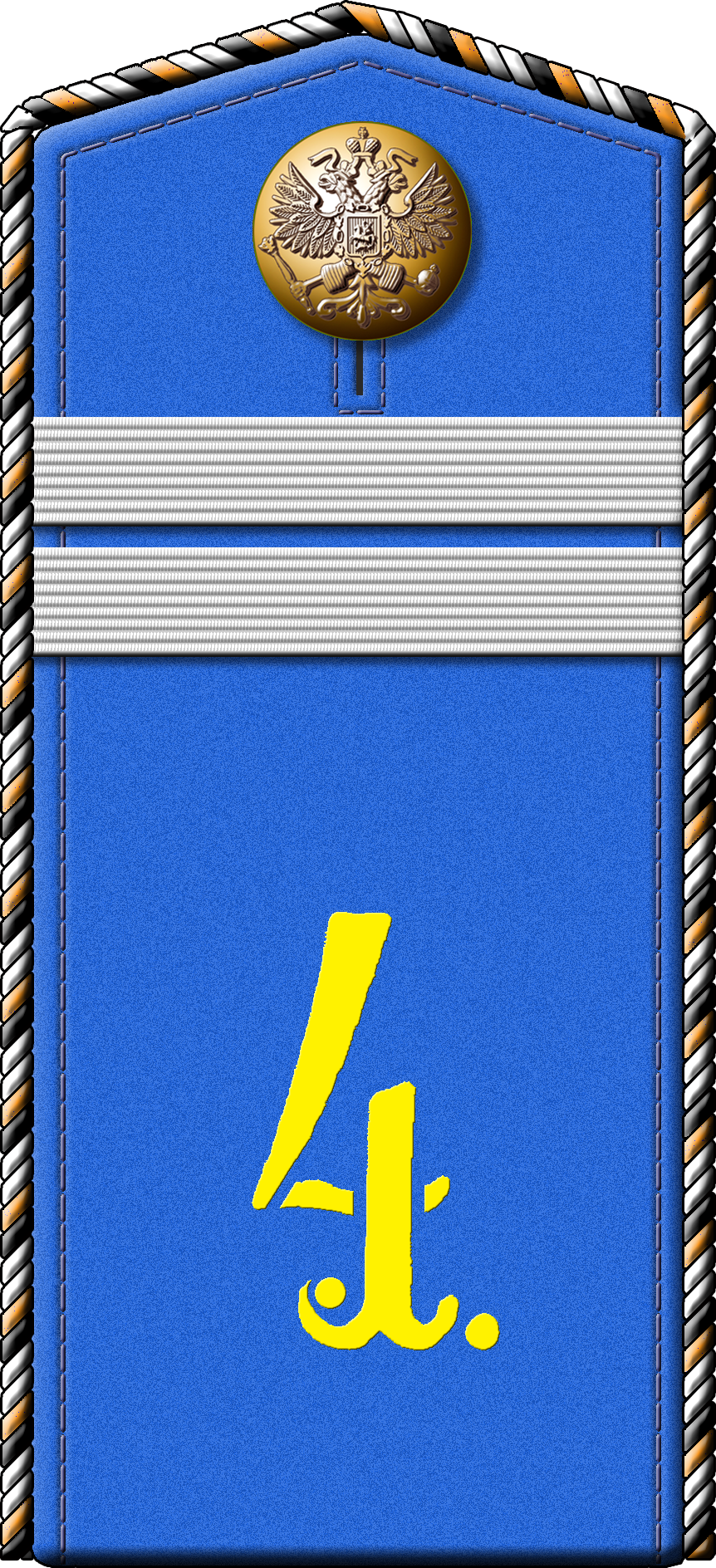
Погон воинского звания (1904—1909 гг.) «Младший унтер-офицер на правах вольноопределяющегося»
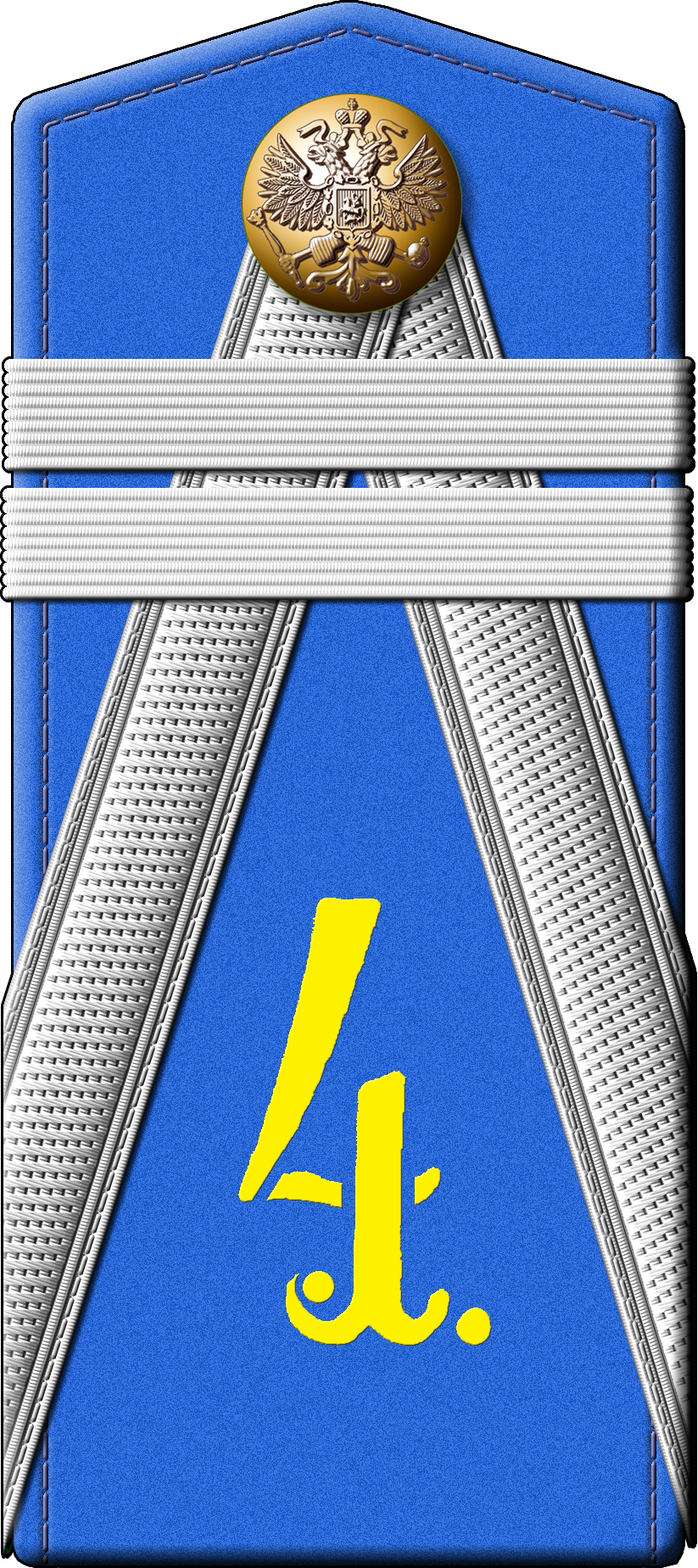
Погон воинского звания (1904—1909 гг.) «Младший унтер-офицер — кандидат на классную должность»

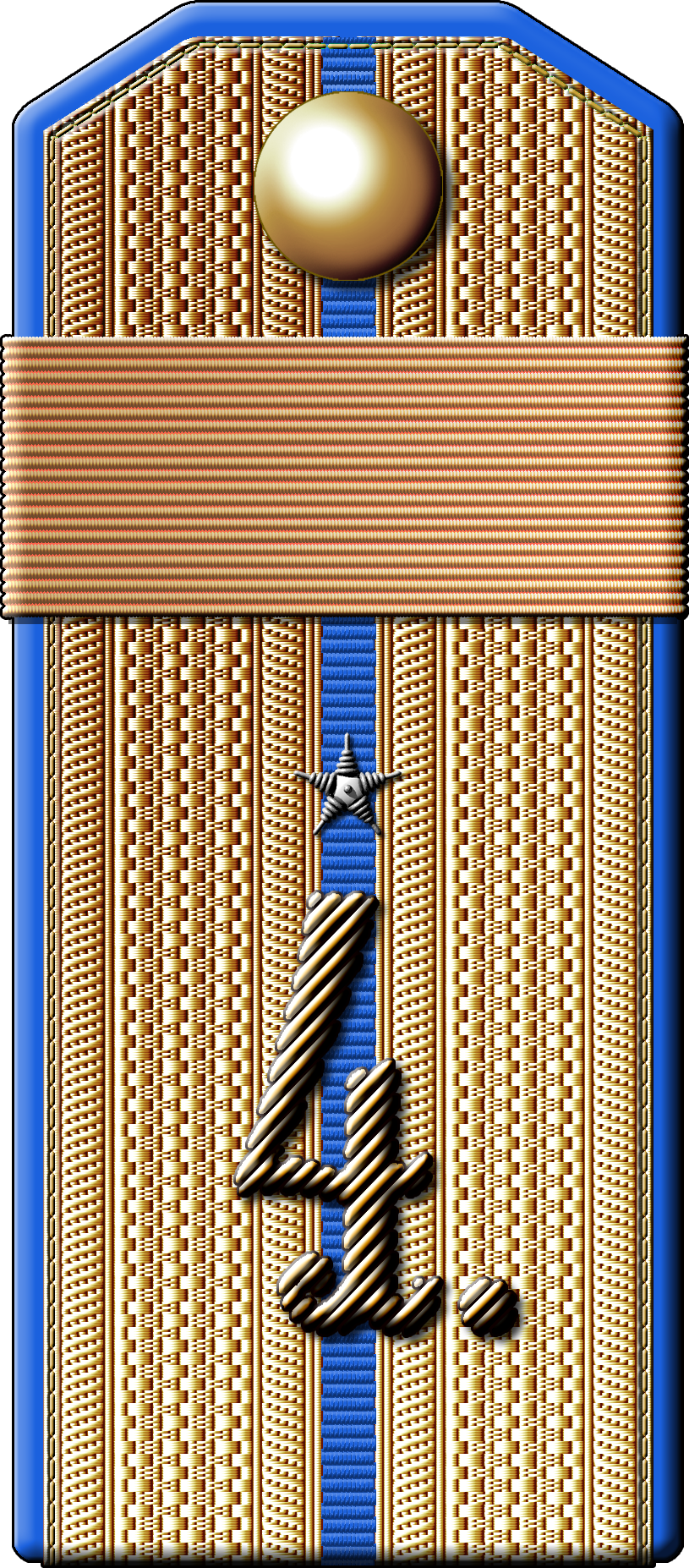
Погон воинского звания (1891—1904 гг.) «Зауряд-прапорщик, произведенный из фельдфебелей»
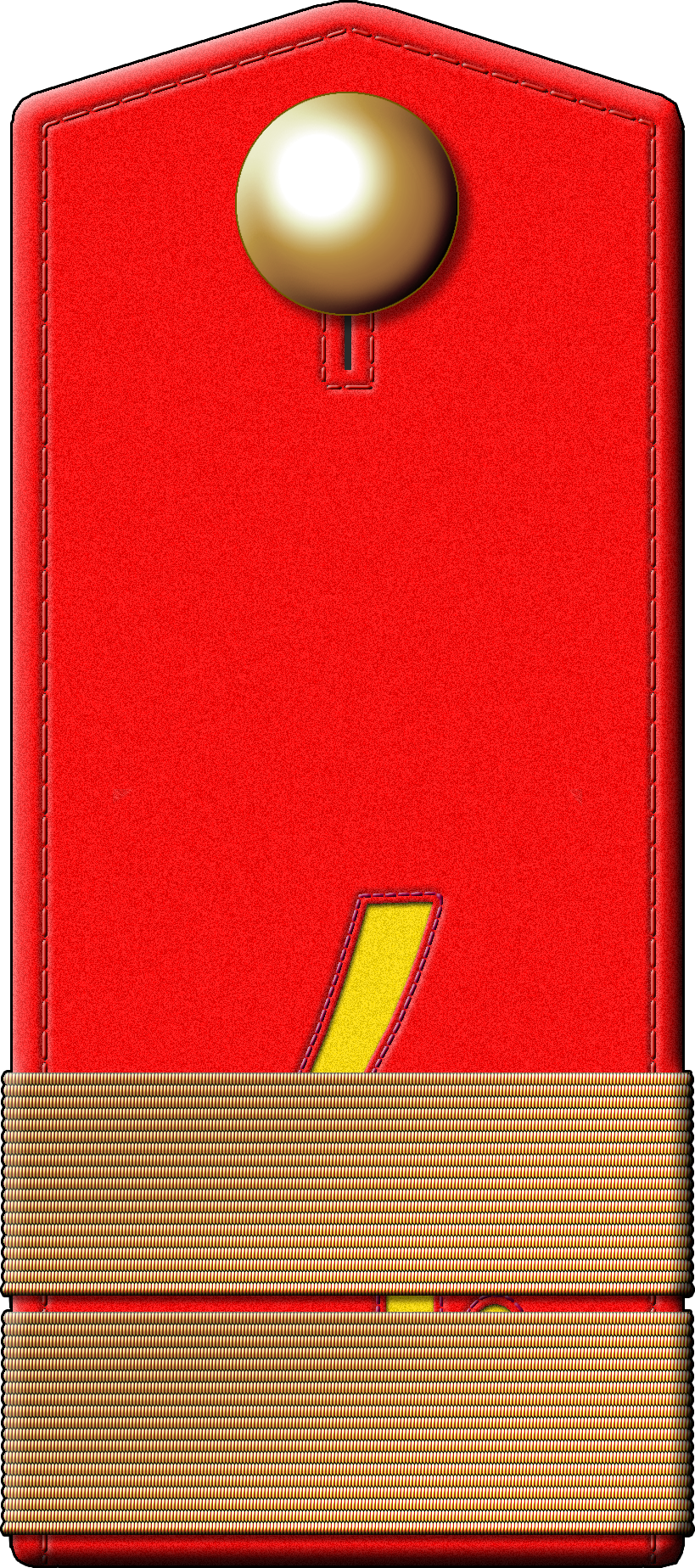
Погон воинского звания (1869—1874 гг.) «Оружейный мастер 1-го разряда»
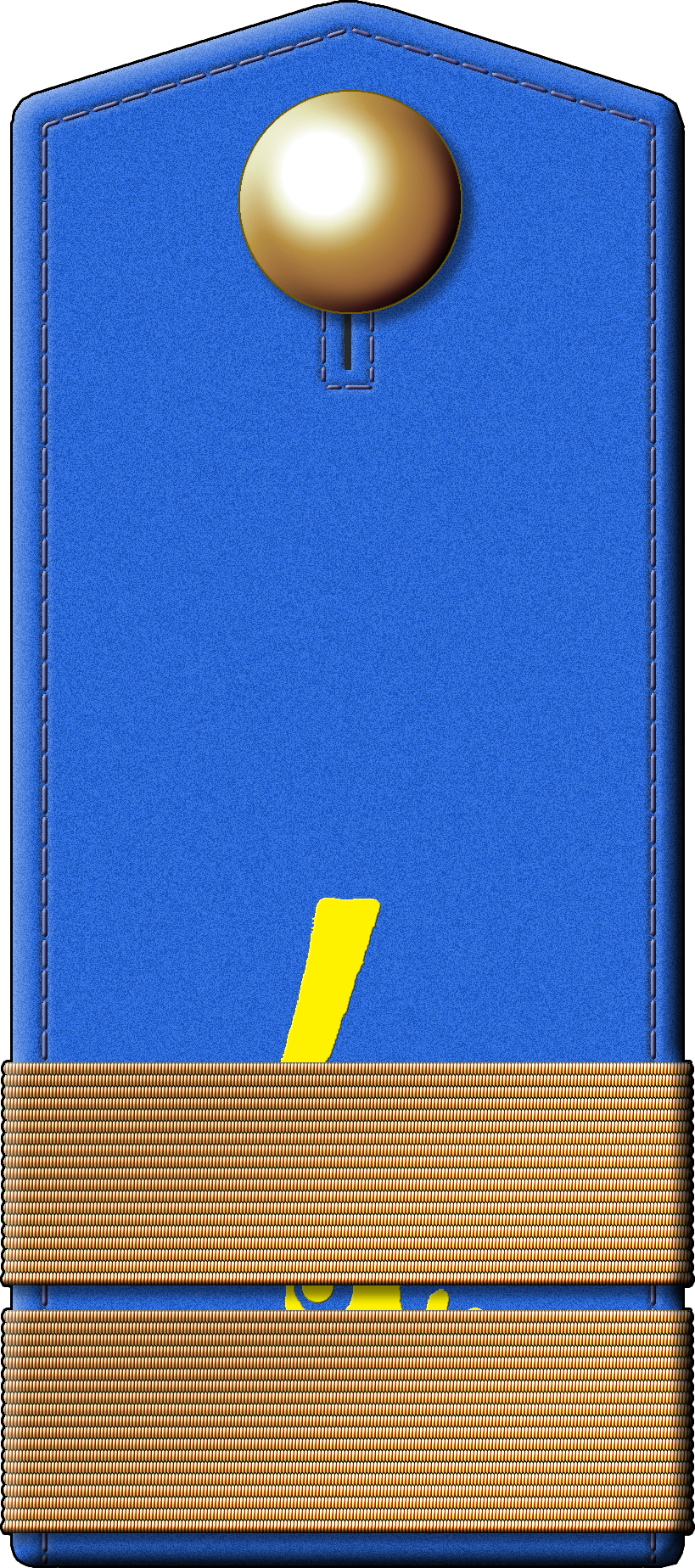
Погон воинского звания (1874—1900 гг.) «Оружейный мастер 1-го разряда»
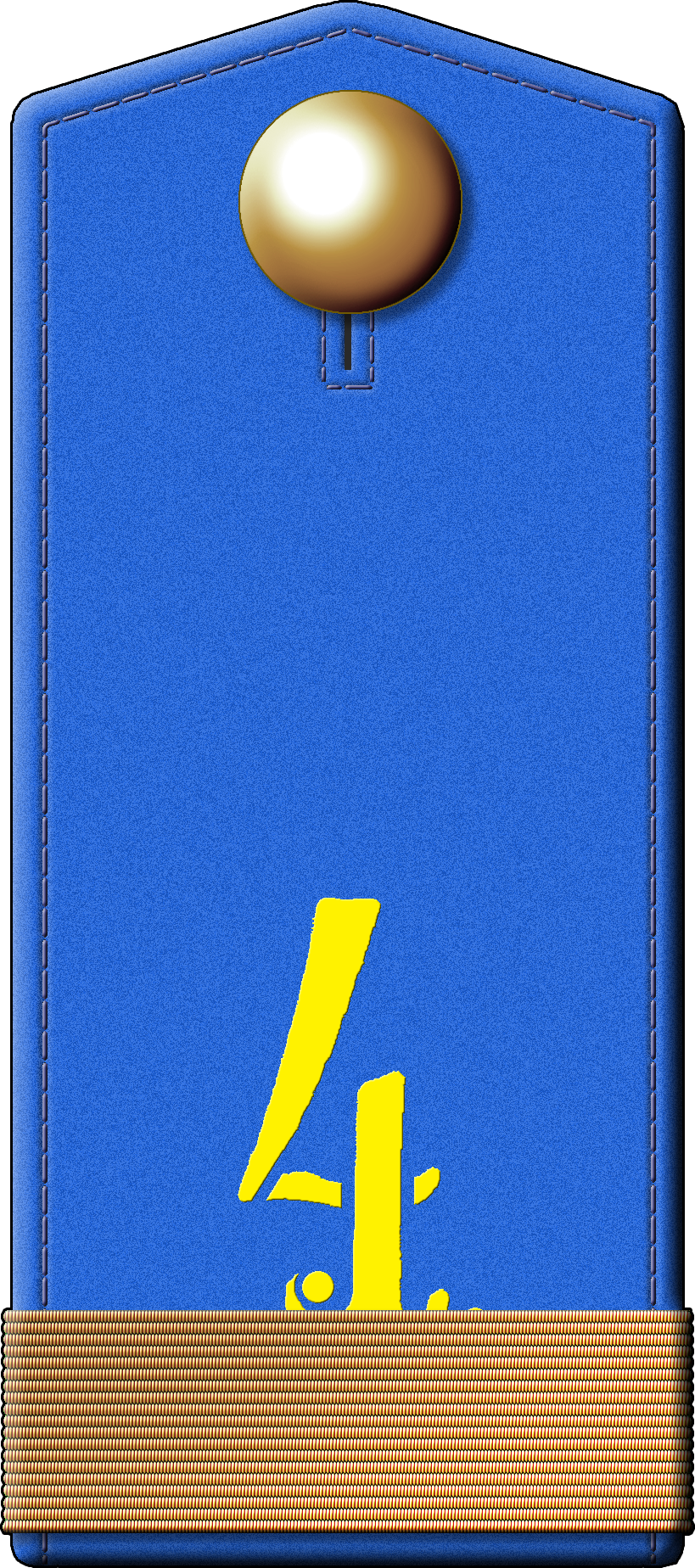
Погон воинского звания (1874—1900 гг.) «Оружейный мастер 2-го разряда»
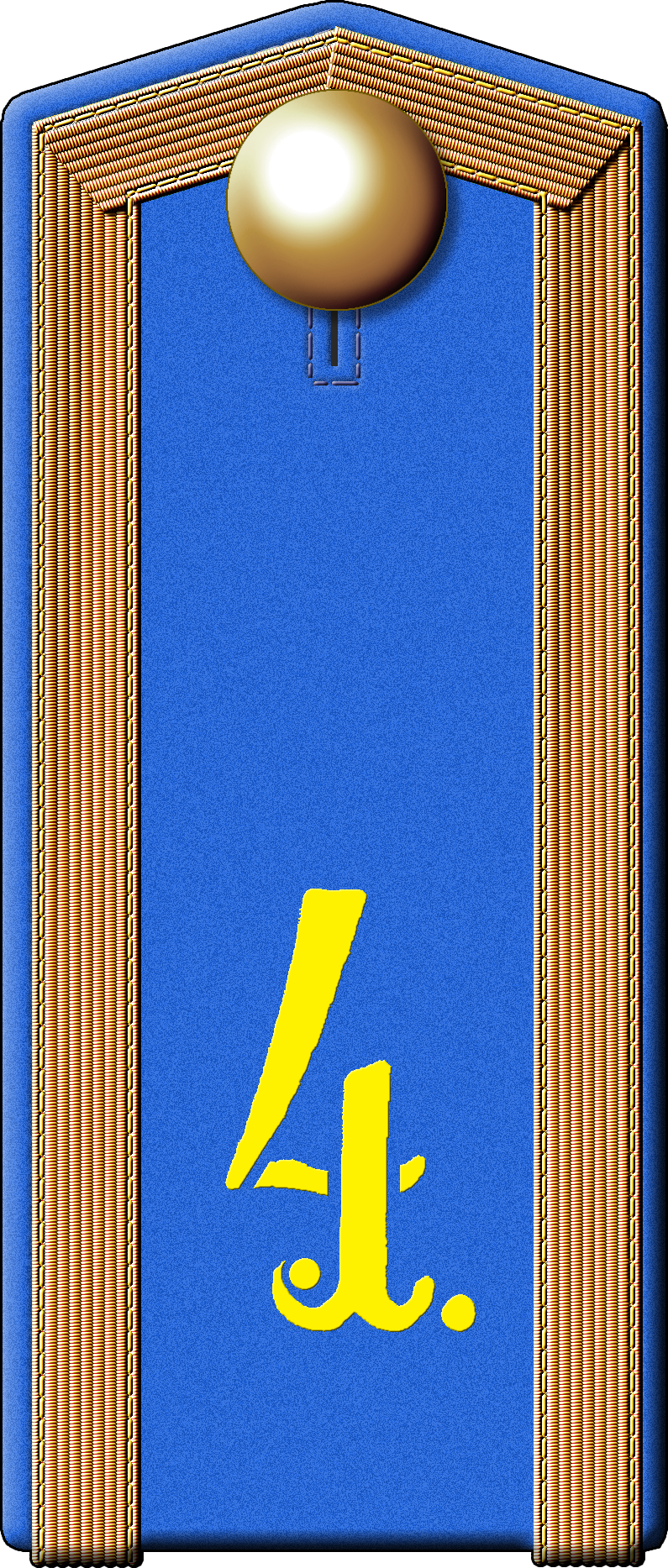
Погон воинского звания (1874—1903 гг.) «Подпрапорщик, выпускник юнкерского училища, ожидающий производства в офицеры» «Юнкер» (с 1886 г.)
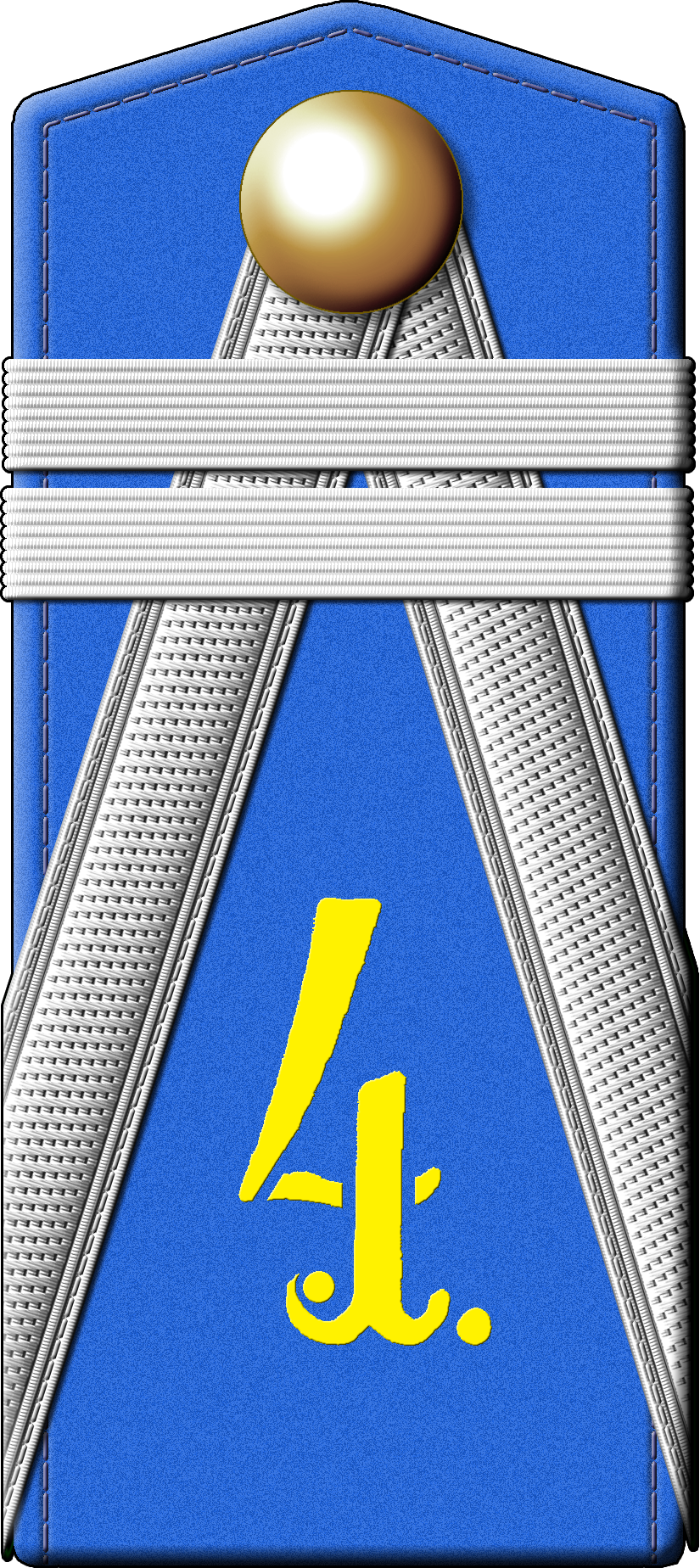
Погон воинского звания (1899—1904 гг.) «Младший унтер-офицер — кандидат на классную должность»
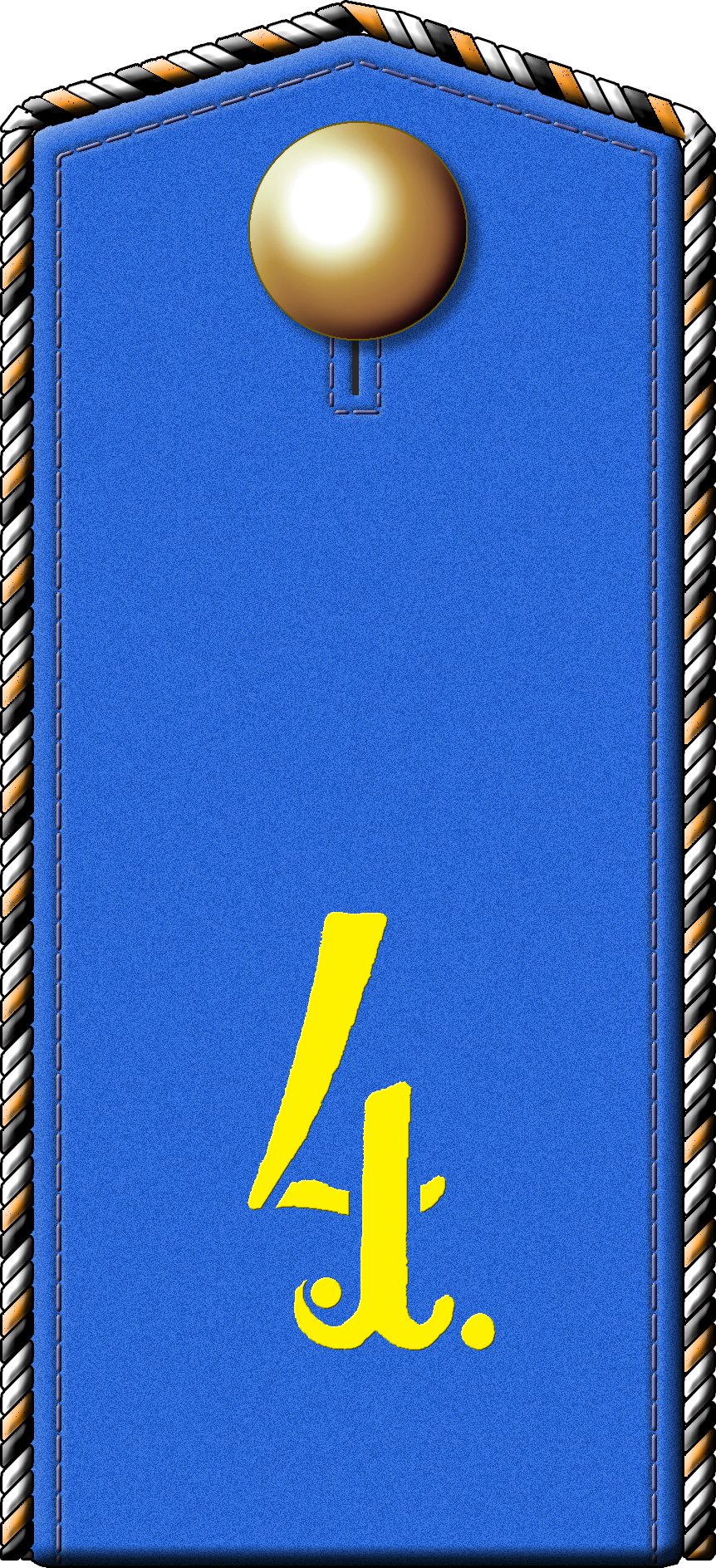
Погон воинского звания (1874—1904 гг.) «Рядовой на правах вольноопределяющегося»

- Погон воинского звания
(1874—1903 гг.)
«Подпрапорщик,
выпускник юнкерского училища,
ожидающий производства в офицеры»
«Юнкер» (с 1886 г.)
- Погон воинского звания
(1899—1904 гг.)
«Младший
унтер-офицер — кандидат
на классную должность»
- Погон воинского звания
(1874—1904 гг.)
«Рядовой на правах
вольноопределяющегося»

- Погон воинского звания
(1900—1904 гг.)
«Оружейный мастер
1-го разряда»
- Погон воинского звания
(1900—1904 гг.)
«Оружейный мастер
2-го разряда»

- Погон воинского звания
(1904—1909 гг.)
«Зауряд-прапорщик,
в должности фельдфебеля»
- Погон воинского звания
(1907—1911 гг.)
«Подпрапорщик
в должности
фельдфебеля»
- Погон воинского звания
(1904—1909 гг.)
Зауряд-прапорщик (произведенный из
старших унтер-офицеров)
- Погон воинского звания
(1904—1909 гг.)
«Оружейный мастер
1-го разряда»
- Погон воинского звания
(1904—1909 гг.)
«Оружейный мастер
2-го разряда»
- Погон воинского звания
(1904—1909 гг.)
«Младший
унтер-офицер на правах
вольноопределяющегося»
- Погон воинского звания
(1904—1909 гг.)
«Младший
унтер-офицер — кандидат
на классную должность»

## Шефы полка
- 25.04.1762—05.06.1762 — генерал-фельдмаршал граф фон Миних
- 03.12.1796—31.10.1797 — бригадир (с 27.01.1797 генерал-майор) Шишков
- 31.10.1797—02.04.1800 — генерал-майор (с 11.10.1799 генерал-лейтенант) Катенин, Александр Фёдорович
- 02.04.1800—27.12.1801 — генерал-майор Сукин, Александр Яковлевич
- 27.12.1801—22.02.1811 — генерал-майор Кобле, Фома Александрович
- 27.02.1811—01.09.1814 — полковник (с 03.12.1812 генерал-майор) Савоини, Еремей Яковлевич

## Командиры полка
- 26.08.1798 — 18.02.1799 — полковник фон Мантейфель, Роман Григорьевич
- 15.04.1799 — 27.07.1804 — подполковник (с 13.10.1799 полковник) Попандополо, Эммануил Григорьевич
- 27.07.1804 — 04.09.1805 — полковник князь Урусов, Александр Петрович
- 20.12.1805 — 24.08.1806 — полковник Шарой
- 31.01.1807 — 26.12.1807 — подполковник (с 12.12.1807 полковник) барон Будберг, Яков Антонович
- 04.05.1808 — 27.02.1811 — майор (с 12.12.1808 подполковник, с 21.09.1810 полковник) Савоини, Еремей Яковлевич
- 31.10.1812 — 29.12.1818 — майор (с 21.11.1812 подполковник, с 16.05.1815 полковник) Оржанский, Фрол Михайлович
- 29.12.1818 — 22.08.1826 — полковник Левенгоф, Тимофей Антонович
- 06.12.1829 — 28.11.1843 — подполковник (с 18.10.1831 полковник, с 19.04.1842 генерал-майор) Высоцкий, Евграф Степанович
- 28.11.1843 — 20.11.1853 — полковник (с 06.12.1851 генерал-майор) Любимов, Иван Егорович
- 07.01.1855 — 19.07.1861 — подполковник (с 30.08.1855 полковник) Галкин, Алексей Николаевич
- 02.08.1861 — 11.05.1863 — полковник Мясковский, Август Иванович
- 11.05.1863 — 29.06.1869 — полковник Гагемейстер, Александр Леонтьевич
- хх.хх.1869 — 20.09.1870 — полковник Брандт, Карл Иванович[7].
- 20.09.1870 — 08.04.1880 — полковник Андреевский, Валериан Александрович
- 08.04.1880 — 11.12.1892 — полковник Шульд, Карл Конрадович
- 11.01.1893 — 29.11.1895 — полковник Тугаринов, Дмитрий Васильевич
- 09.01.1896 — 24.12.1896 — полковник фон Лайминг, Павел Александрович
- 11.02.1897 — 18.09.1897 — полковник Стессель, Анатолий Михайлович
- 18.09.1897 — 07.02.1901 — полковник Всеволожский, Андрей Дмитриевич
- 05.03.1901 — 11.05.1904 — полковник Мунте фон Моргенстиерн, Максимилиан Николаевич
- 25.05.1904 — 19.01.1909 — полковник Мельников, Пётр Иванович
- 19.01.1909 — 22.11.1912 — полковник Архипов, Александр Лазаревич
- 10.01.1913 — 23.04.1915 — полковник Микулин, Александр Владимирович
- 25.04.1915 — 15.02.1917 — полковник (с 12.12.1916 генерал-майор) Синкевич, Афанасий Кузьмич
- 31.03.1917 — 08.05.1917 — полковник Хохольков, Алексей Николаевич
- 08.05.1917 — 22.10.1917 — полковник (с 20.06.1917 генерал-майор) Зворыкин, Николай Иванович

## Известные люди, служившие в полку
- Булатов, Михаил Леонтьевич — генерал-лейтенант, Сибирский генерал-губернатор
- Верёвкин, Фёдор Андреевич — советский военачальник, генерал-майор
- Калинин, Константин Иванович — генерал-майор, начальник Казанского губернского жандармского управления
- Позняков, Пётр Лазаревич — генерал-майор, участник Семилетней войны
- Протасов, Степан Фёдорович — сенатор, Новгородский губернский прокурор
- Разумовский, Пётр Кириллович — генерал-поручик, сенатор
- Сазонов, Иван Терентьевич — генерал-лейтенант, участник Наполеоновских войн
- Стемпковский, Иван Александрович — археолог, Керчь-Еникальский градоначальник
- Хотяинцев, Иван Николаевич — генерал-лейтенант, сенатор, участник Кавказской войны